# ICS Vortex
Simen Hestnæs (Oslo, 4. ožujka 1974.), poznatiji kao ICS Vortex ili jednostavno Vortex, norveški je basist i bivši pozadinski vokalist (čisti vokal) black metal-sastava Dimmu Borgir.
Uz Dimmu Borgir, bio je i u metal-sastavu Arcturus kao vokalist, te je najavio da će u black metal sastavu Code mijenjati pjevača koji je otišao pjevati za Dødheimsgard. 

## Diskografija
Dimmu Borgir (1999., 2000. – 2009.)
- Spiritual Black Dimensions (1999., kao gost)
- Puritanical Euphoric Misanthropia (2001.)
- Alive in Torment (2002., EP)
- Death Cult Armageddon (2003.)
- Stormblåst MMV (2005.)
- In Sorte Diaboli (2007.)

Arcturus (2005. – 2007., 2011. – danas)
- La Masquerade Infernale (1997., kao gost)
- Sideshow Symphonies (2005.)
- Arcturian (2015.)

Borknagar (1997. – 2000., 2010. – danas)
- The Archaic Course (1998.)
- Quintessence (2000.)
- Universal (2010., kao gost)
- Urd (2012.)
- Winter Thrice (2016.)
- True North (2019.)

## Vanjske poveznice
- Vortexov profil na službenoj stranici Dimmu Borgira  Arhivirana inačica izvorne stranice od 20. veljače 2008. (Wayback Machine)